# Saint-Amandin
Saint-Amandin – miejscowość i gmina we Francji, w regionie Owernia-Rodan-Alpy, w departamencie Cantal.
Według danych na rok 1990 gminę zamieszkiwały 284 osoby, a gęstość zaludnienia wynosiła 9 osób/km² (wśród 1310 gmin Owernii Saint-Amandin plasuje się na 570. miejscu pod względem liczby ludności, natomiast pod względem powierzchni na miejscu 194.).